# Костільйоле-д'Асті
Костільйоле-д'Асті (італ. Costigliole d'Asti, п'єм. Costiòle) — муніципалітет в Італії, у регіоні П'ємонт,  провінція Асті.
Костільйоле-д'Асті розташоване на відстані близько 480 км на північний захід від Рима, 50 км на південний схід від Турина, 13 км на південь від Асті.
Населення — 5971 особа (2014).
Щорічний фестиваль відбувається 10 грудня. Покровитель — Beata Vergine Maria di Loreto.

## Демографія
Населення за роками:

Станом на 1 січня 2023 року в муніципалітеті офіційно проживали 554 іноземці з 53 країн, серед них 233 громадяни країн Євросоюзу та 3 громадяни України.

## Сусідні муніципалітети
- Альяно-Терме
- Антіньяно
- Калоссо
- Кастаньоле-делле-Ланце
- Кастільйоне-Тінелла
- Говоне
- Ізола-д'Асті
- Монтегроссо-д'Асті
- Сан-Мартіно-Альфієрі